# Berg Station
 Ikke at forveksle med Berg Station (Østfoldbanen).
Berg Station (Berg stasjon) er en metrostation på Sognsvannsbanen på T-banen i Oslo. Stationen blev anlagt ved åbningen af banen i 1934 men er efterfølgende blevet ombygget og forlænget flere gange, senest i 2002. Berg har stor trafik til og fra Berg videregående skole, der ligger i nærheden.